# Lodge Pole (Montana)
Lodge Pole es un lugar designado por el censo ubicado en el condado de Blaine en el estado estadounidense de Montana. En el Censo de 2010 tenía una población de 265 habitantes y una densidad poblacional de 7,64 personas por km².

## Geografía
Lodge Pole se encuentra ubicado en las coordenadas 48°1′38″N 108°33′6″O / 48.02722, -108.55167. Según la Oficina del Censo de los Estados Unidos, Lodge Pole tiene una superficie total de 34.67 km², de la cual 34.67 km² corresponden a tierra firme y (0%) 0 km² es agua.

## Demografía
Según el censo de 2010, había 265 personas residiendo en Lodge Pole. La densidad de población era de 7,64 hab./km². De los 265 habitantes, Lodge Pole estaba compuesto por el 2.64% blancos, el 0% eran afroamericanos, el 96.98% eran amerindios, el 0% eran asiáticos, el 0% eran isleños del Pacífico, el 0% eran de otras razas y el 0.38% pertenecían a dos o más razas. Del total de la población el 1.89% eran hispanos o latinos de cualquier raza.